# Туризм в Ленинградской области

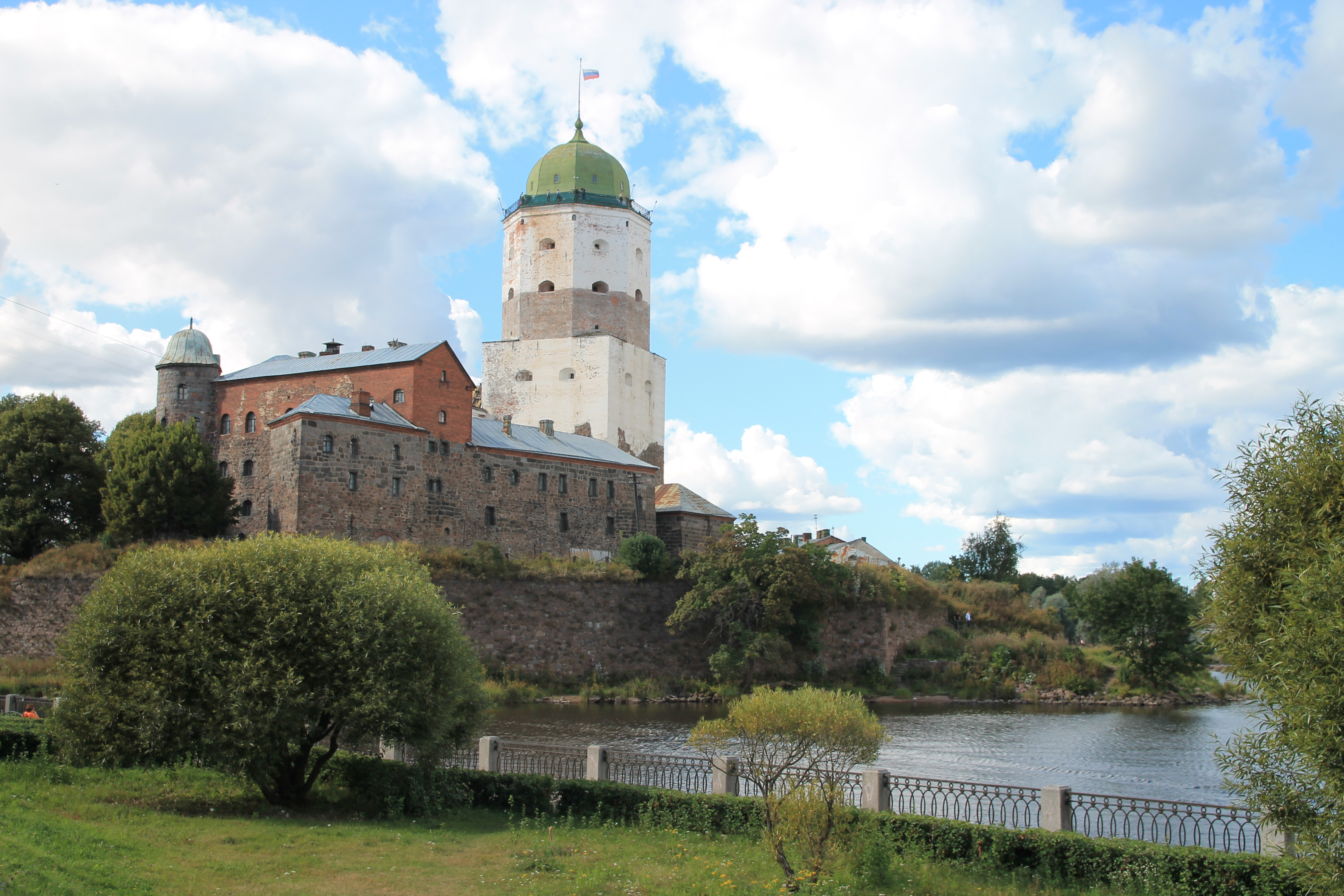
Выборгский замок

Туризм в Ленинградской области — отрасль экономики Ленинградской области. Некоторые населённые пункты области входят в туристический маршрут «Серебряное ожерелье России», созданный по аналогии с «Золотым кольцом». Среди них Выборг, Ивангород, Кингисепп, Приозерск, Старая Ладога, Тихвин.

## Достопримечательности

### Культурно-исторические
По количеству исторических памятников Ленинградская область сильно уступает Санкт-Петербургу, ведь многие населённые пункты, славящиеся такими памятниками, в XXI веке являются внутригородскими муниципальными образованиями в составе Санкт-Петербурга: Кронштадт, Пушкин, Петергоф, Стрельна, Павловск, Ломоносов. С XVIII века на территории нынешней Ленинградской области началось строительство дворцов, усадьб, зачастую с формированием парков, впоследствии становившиеся дворцово-парковыми и усадебно-парковыми ансамблями. Не многие из этих ансамблей сохранились до наших дней. Из сохранившихся крупнейшим дворцом является Большой Гатчинский, расположенный в самом населённом городе области Гатчине. В Ленинградской области также существуют несколько средневековых крепостей: новгородские крепости XIV века Ям, Орешек и Карела, основанный шведами Выборгский замок (XIII век), варяжская Староладожская (IX век), Ивангородская (XIV век), ливонская крепость Копорье (XIII век).

### Природные
Памятники природы
Одной из визитных карточек не только Выборга, но и всей области является скальный пейзажный парк Монрепо (объект культурного наследия России), с 1988 года его полное название Государственный историко-архитектурный и природный музей-заповедник «Парк Монрепо». У окраины посёлка Ульяновка, находящегося в 40 км от Санкт-Петербурга, расположен Саблинский памятник природы, на территории которого в 1999 году создан Саблинский геоэкологический заказник. Основу памятника составляют различные геологические объекты, такие как Саблинский водопад, Саблинские пещеры, эрозионные скалы-останцы, древние каньоны рек Тосна и Саблинка, представляющие собой старинные каменоломни, обнажают породы кембрийского и ордовикского периодов. Стены пещер состоят из песчаника красного и белого цветов, своды некоторых залов представляют собой плиты зеленого глауконитового известняка. Ещё одним памятником природы в Ленинградской области является уступ Балтийско-Ладожский глинт, который тянется от Швеции до Ладожского озера. Средневековые зодчие воспользовались этой геологической особенностью и выстроили крепости на этом уступе: Староладожскую, Копорскую, Ивангородскую, кингесеппскую крепость Ям.

## Активный отдых и спорт

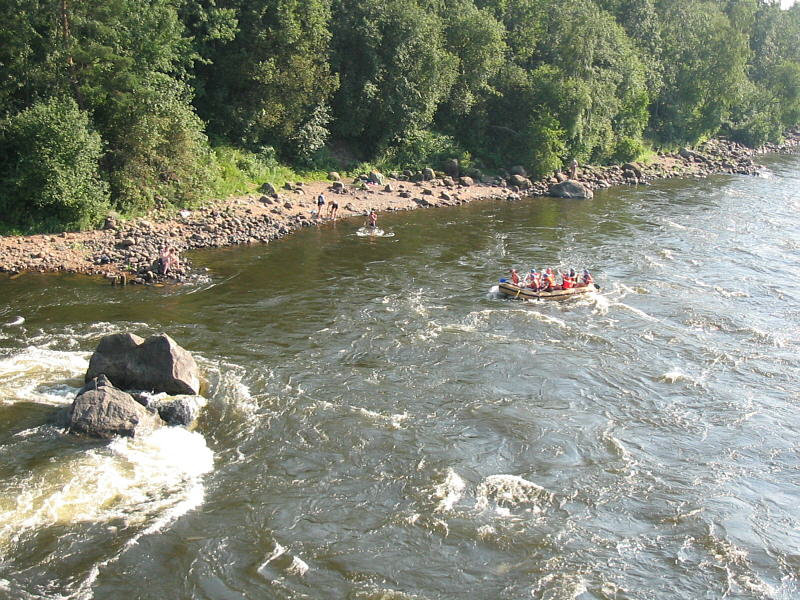
Рафтинг на Вуоксе

Многие жители Санкт-Петербурга и области увлечены спортом. Помимо них находится множество любителей активного отдыха и среди гостей этих двух регионов. Для любителей горных лыж и сноуборда, активного отдыха в Ленинградской области существует большое количество спортивных и туристических баз, горнолыжных курортов: «Снежный», «Золотая долина» и «Красное озеро» в Коробицыно; «Игора» у посёлка Сосново, парк спорта и отдыха «Юкки», база в Кавголово, «Охта-парк», «Пухтолова гора», «Туутари парк». Для любителей экстремальных видов спорта, таких как скалолазание, рафтинг, парашютизм, дайвинг, в Ленинградской области обязательно найдутся организаторы и компания.

## Событийный туризм
В Ленинградской области ежегодно проводятся кинофестивали: Литература и кино (Гатчина), Окно в Европу (Выборг). В Выборге также в конце весны проводится фольклорный фестиваль «Майское древо».

## Водный туризм
Деревня Верхние Мандроги
После известного провала 1990-х в начале XXI столетия в России стал возобновляться круизный туризм морскими и речными судами, популярный у советских граждан в последние десятилетия СССР. И здесь Ленинградская область не стала исключением, поскольку по её судоходным водным путям, таким как Нева, Свирь, Ладога и сегодня проложены популярные круизные маршруты. По ним из Санкт-Петербурга круизные теплоходы отправляются в популярные карельские направления: Валаам, Кижи, Сортавала, Соловецкий архипелаг. Одной из остановок на реке Свирь является деревня Верхние Мандроги, которая, по сути, является этно-культурным комплексом в русском стиле. В деревне есть мельница, избы, конюшня, кузница, мини-зоопарк, трактир, усадьба, а также музеи и мастерские, отображающие разные стороны русского народного быта. На Ладожском озере одной из популярных остановок является остров Коневец, где расположен Коневский Рождество-Богородичный монастырь.

## Военный туризм
Для людей, увлечённых военной историей, в области существует множество мест для её изучения. Об артиллерийском вооружении и фортификациях Ораниенбаумского плацдарма времён Великой Отечественной войны можно узнать в фортах «Красногвардейский» и «Красная горка». Множество мемориалов и памятников входят в «Зелёный пояс Славы» (ВНЮ) — комплекс мемориальных сооружений на линиях фронта битвы за Ленинград 1941—1944 годов. Рядом с Кировском расположен музей-заповедник «Прорыв блокады Ленинграда», созданный на местах ожесточённых боёв за Ленинград. В состав заповедника входят диорама, посвящённая прорыву блокады Ленинграда (построена в дер. Марьино в 1985 году, состоит из непосредственно Диорамы и музея под открытым небом — коллекции танков, извлеченных из различных мест сражений Кировского района и отреставрированных для музея), мемориальный комплекс «Невский пятачок», Синявинские высоты, историческое место прорыва блокады (встречи солдат Ленинградского и Волховского фронтов 18 января 1943 года). В посёлке Ладожское озеро находится Центральный военно-морской музей «Дорога жизни».